# Нивки (парк)
Парк «Ни́вки» — парк-пам'ятка садово-паркового мистецтва, розташований у Шевченківському районі міста Києва. Поруч із парком розташовані зупинний пункт залізниці «Берестейська», однойменна станція метро та станція метро «Нивки».

## Розташування
Парк ділиться на 2 частини: західну і східну. Умовним роздільником є залізничне полотно і річка Сирець, яка нині є струмком, що протікає по колектору. Східна частина парку віднесена до загальнодержавних природно-заповідних територій, як парк-пам'ятка садово-паркового мистецтва. У парку налічується понад 90 видів вікових дерев.
Рельєф місцевості — горбистий.

## Історія

### Парк імені XXII з'їзду КПРС
Створено парк в 1972 році рішенням Державного комітету УРСР з охорони природи на базі наявних зелених насаджень, посаджених у 1956 році. Ще раніше, до Жовтневого перевороту, місцевість у районі нинішнього парку називалася «Васильчиківська дача» і була володіннями київського генерал-губернатора Іларіона Васильчикова.
«Васильчиківська дача» була великою територією в 55 десятин землі з лісом, ставками, сінокісними угіддями, городом і садом. Також тут розміщувався двоповерховий панський маєток. Після смерті генерал-губернатора його вдова Катерина Олексіївна, відома київська благодійниця, подарувала власну садибу заснованому нею Свято-Троїцькому монастирю на Звіринці. «Васильчиківська дача» залишалася у володінні монастиря до революції 1917 року, після чого ці землі було націоналізовано.
Новий етап в історії «Васильчиківської дачі» почався в 1930-х роках, коли на цю місцевість звернула увагу партійна влада. Парк, поруч із річкою Сирець, був оточений глухим парканом і перетворений на спецдачу вищого партійного керівництва Києва.
Місцевість змінювала свої неофіційні назви у залежності від зміни власників. Так, наприклад, вона носила назви дачі Любченка, Кагановича, Хрущова та Коротченка. Саме в той період на одному з пагорбів у центральній частині парку був побудований двоповерховий маєток із ґанком і терасами, з яким пов'язані різні міські легенди, що виникнули внаслідок того, що радянський партійний та державний діяч Панас Любченко застрелив свою дружину і самого себе саме на території цієї дачі.
Потім будівля декілька разів змінювала своє призначення, приходила в запустіння, поки на початку 1990-х, після розпаду СРСР, її не було продано приватним особам. Ними було розпочато ремонт будівлі, який, однак, не був закінчений.
Станом на 2020 рік головний корпус колишніх партійних дач стоїть закинутий, при цьому досі є приватною власністю. На відміну від головного корпусу, підсобні приміщення колишнього дачного комплексу були перебудовані і використовуються як ресторан і художня школа.
Паркани навколо дачі простояли до 1962 року. У 1962 році територія дачі була передана місту, а сам парк перейменували в «Парк імені XXII з'їзду КПРС» і відкрили для відвідування. Останнім високопоставленим мешканцем дачі був партійний і державний діяч Дем'ян Коротченко. У 1974 році йому був встановлений пам'ятник біля входу в парк.
В 1972 році парк отримав статус пам'ятника садово-паркового мистецтва і був перейменований у «Комсомольський парк».

### Парк імені Ленінського комсомолу
Парк імені Ленінського комсомолу був створений 1954 року рішенням Жовтневої адміністрації. Тоді почалася забудова: було встановлено дамби, та вирито штучні водойми. У парку була розміщена концертна зала «Юність», у 1970-х роках відкрили «Зелений театр».
У 1961 році тут було відкрито пам'ятник комсомольцям 1920-х років у вигляді фігури комсомольця, в будьонівці та шинелі, з молотом в руках. Автор — скульптор В. Г. Сорока. Пам'ятник було виготовлено із залізобетону, загальна висота — 5,3 м.

### Об'єднання парків
У 1991 році товариство «Парк Нивки» взяло парк Ленінського комсомолу в оренду на 25 років, об'єднавши обидва парки.
Обидва радянських пам'ятники було зруйновано активістами в ніч на 27 травня 2015 року.
У квітні 2012 року у східній частині парку, що прилучається до вулиці Авіаконструктора Ігоря Сікорського, неподалік від перетину з вулицею Жамбила Жабаєва, за ініціативи посольства Казахстану у Києві встановлено пам'ятник казахському народному співаку-акину Жамбилу Жабаєву.
13 жовтня 2019 року на місці демонтованого пам'ятника Коротченку активістами та ветеранами було встановлено меморіал на честь мешканців Шевченківського району, що поклали свої життя під час російсько-української війни.

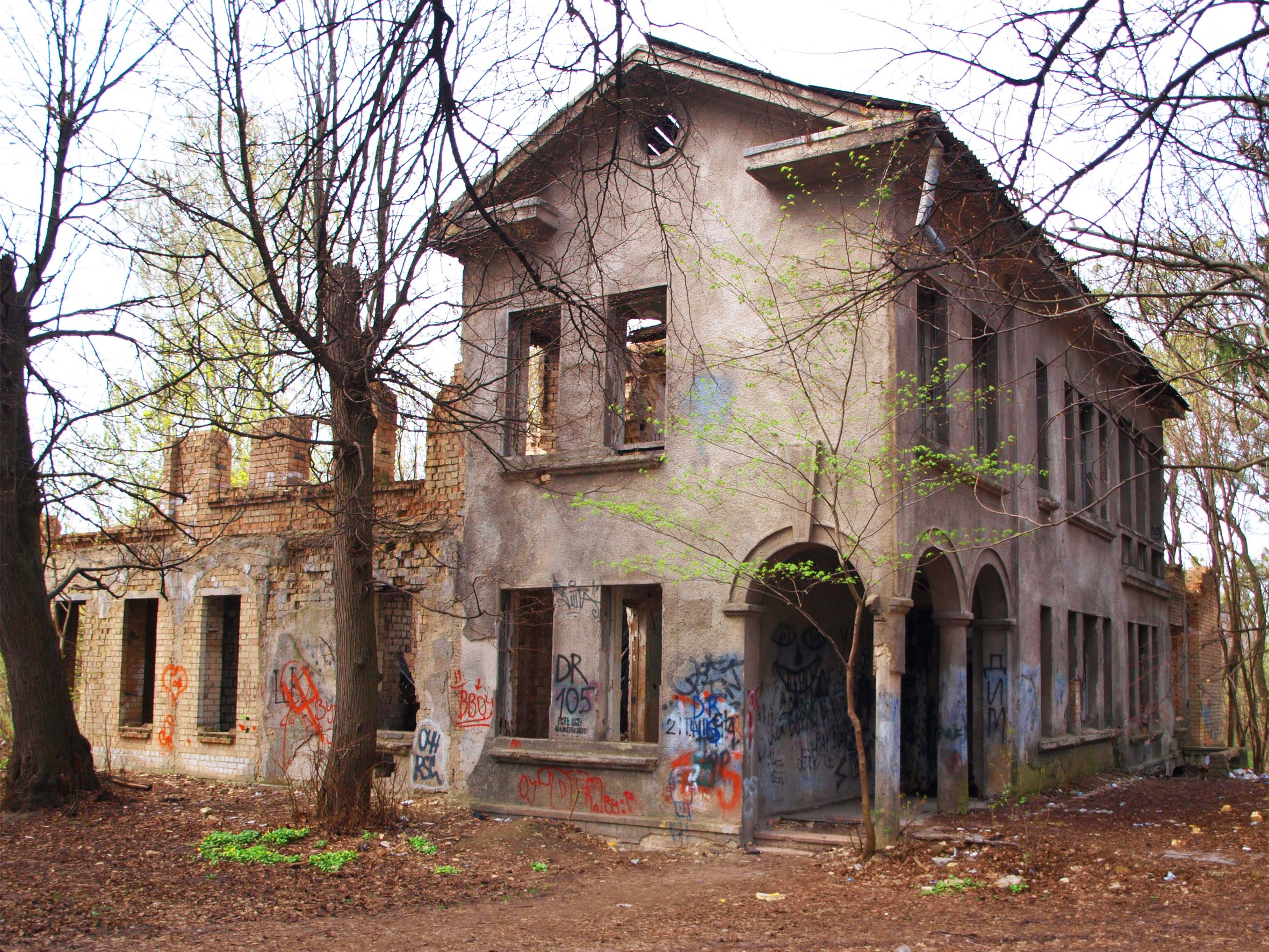
Руїни «дачі Хрущова»
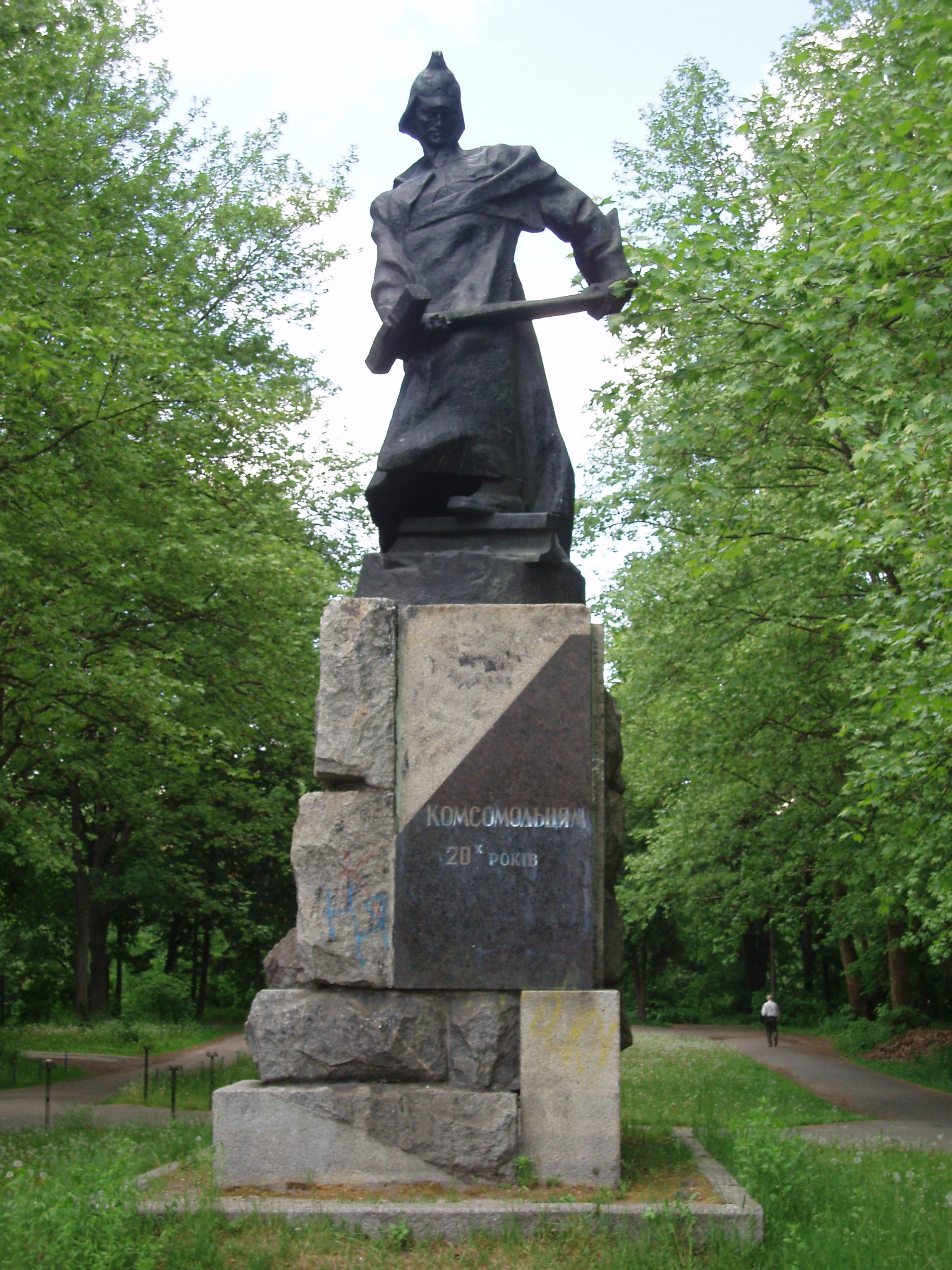
Колишній (демонтований) пам'ятник комсомольцям 1920-х років
Колишній (демонтований) пам'ятник Дем'янові Коротченку
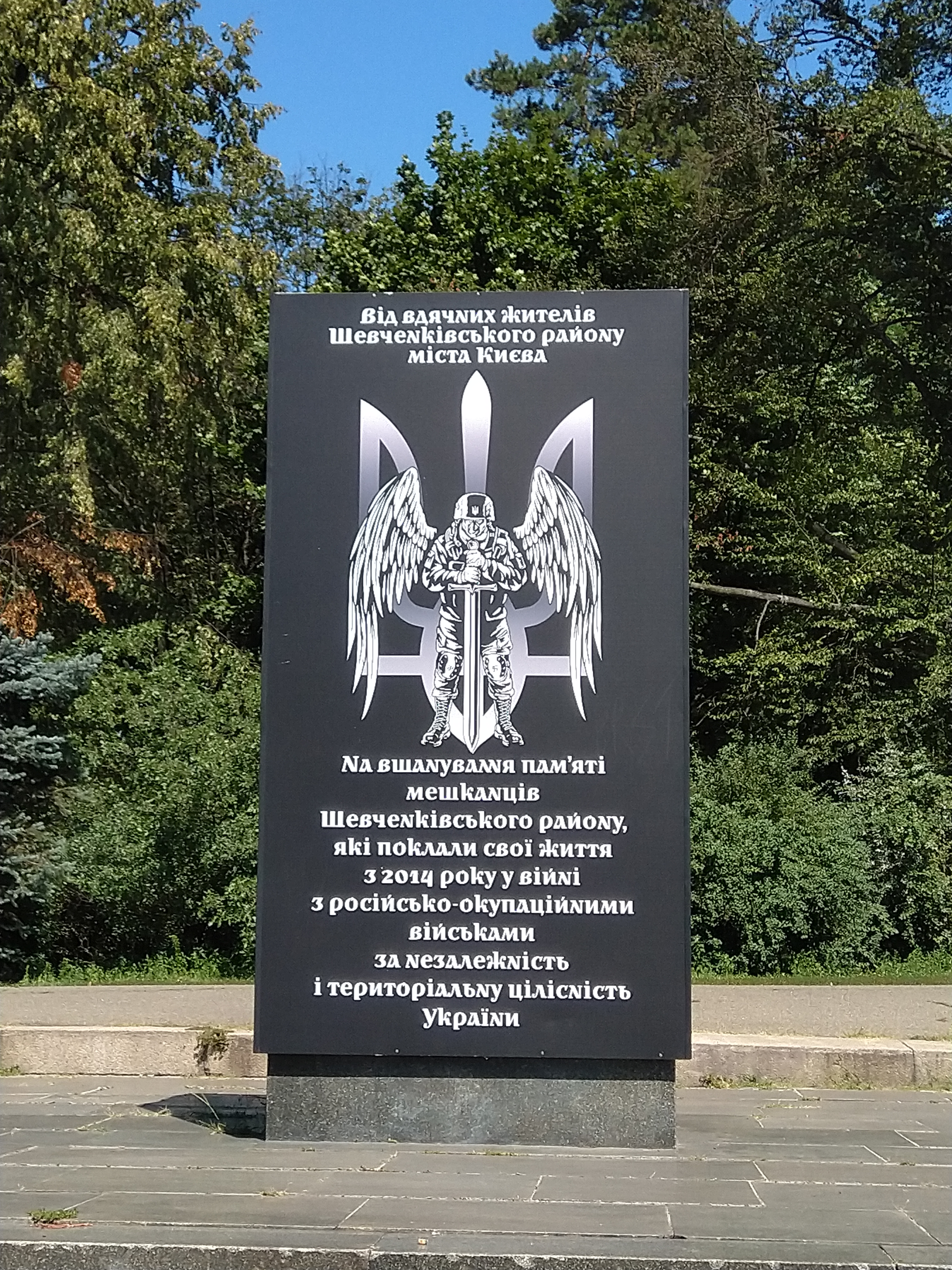
Меморіал пам'яті мешканців Шевченківського району, які поклали свої життя під час російсько-української війни
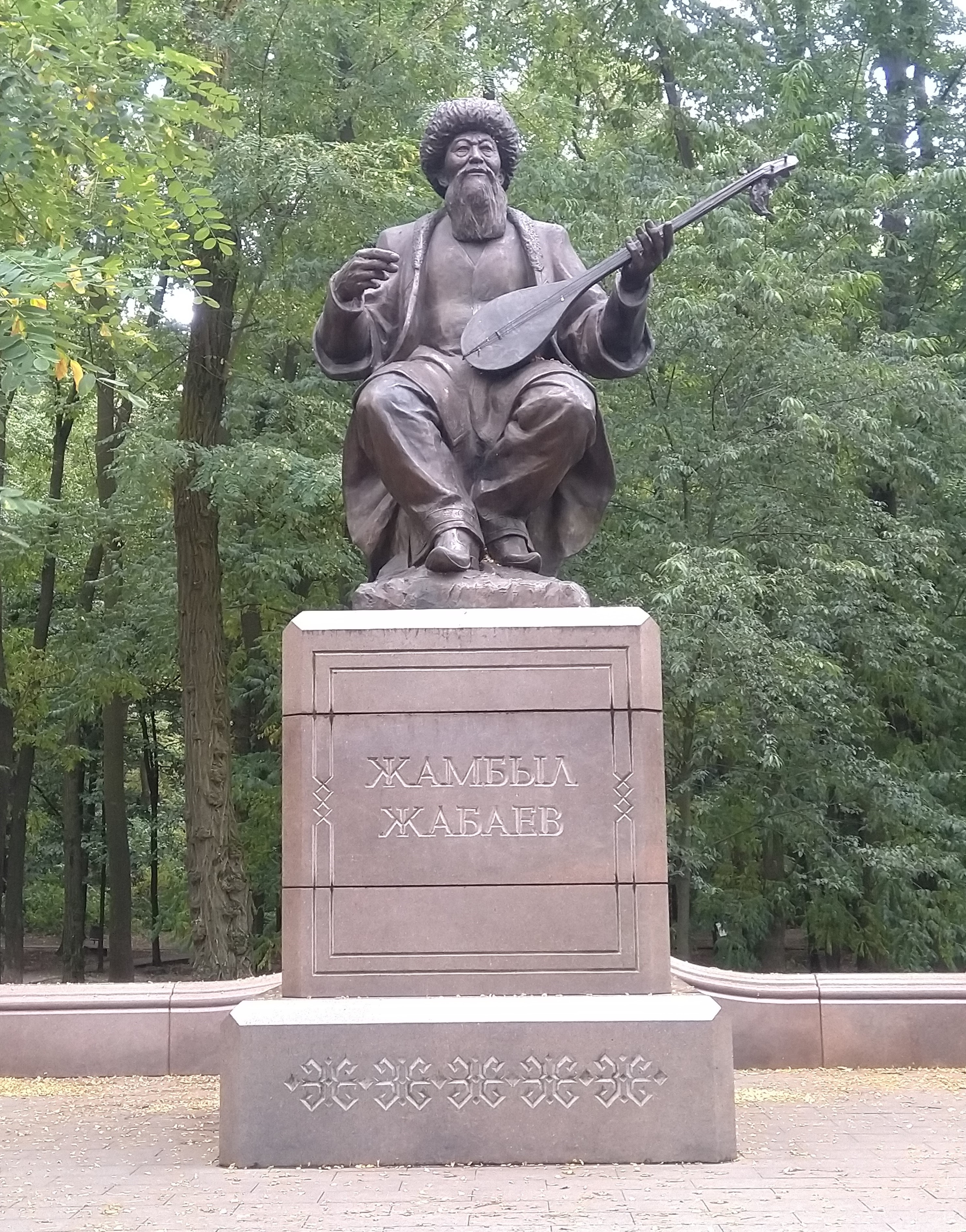
Пам'ятник Жамбилу Жабаєву

## Галерея

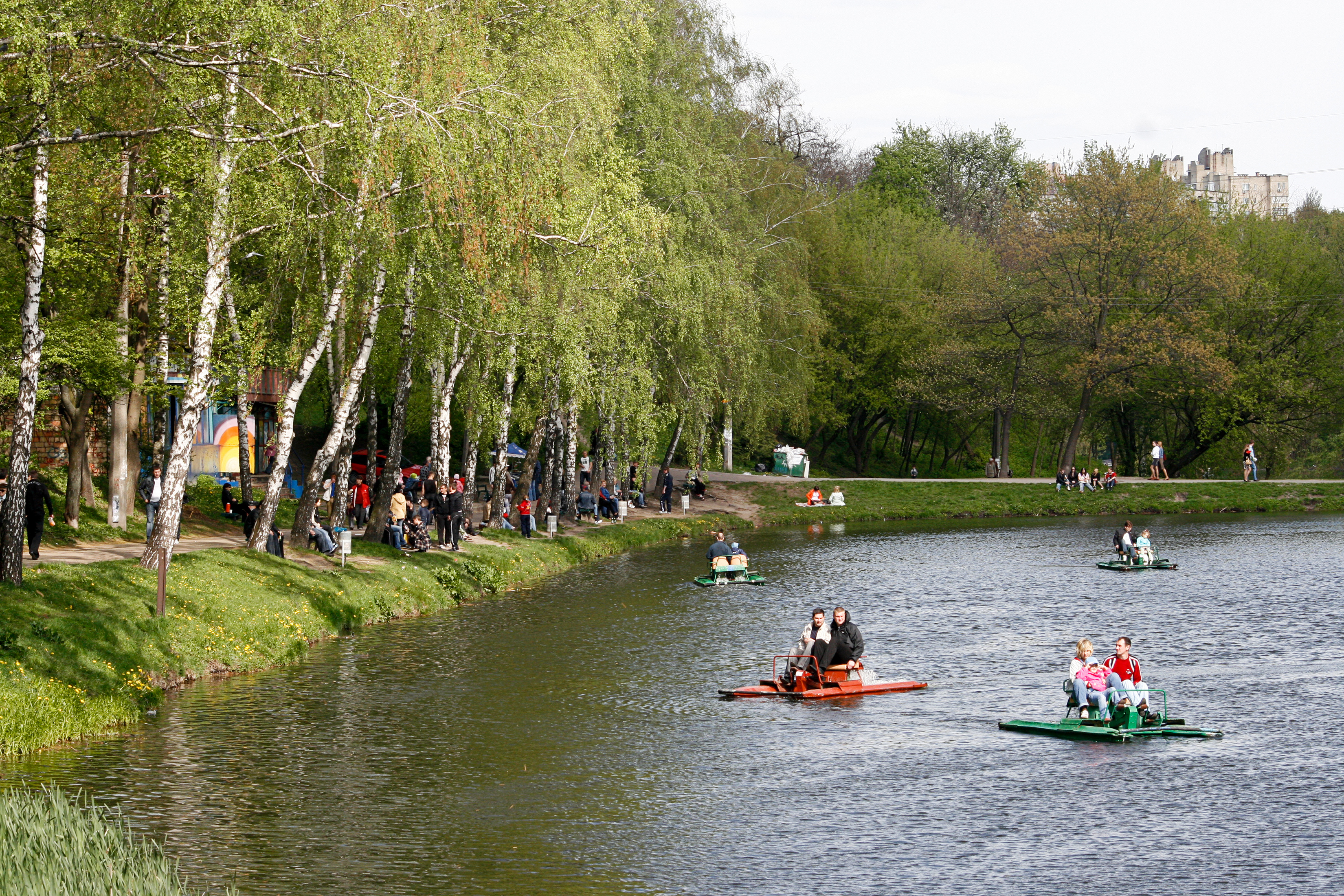
Парковий ставок
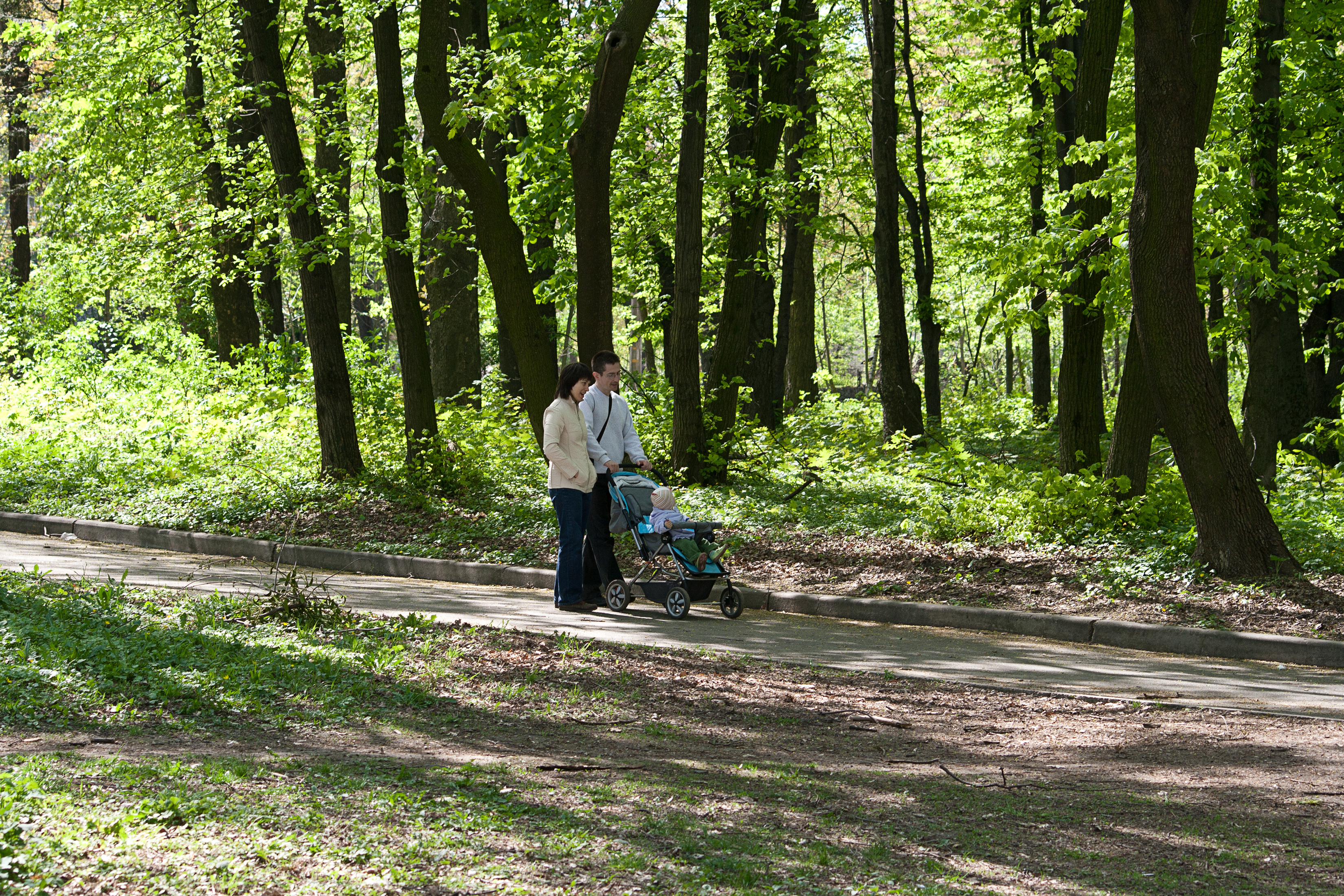
Доріжки
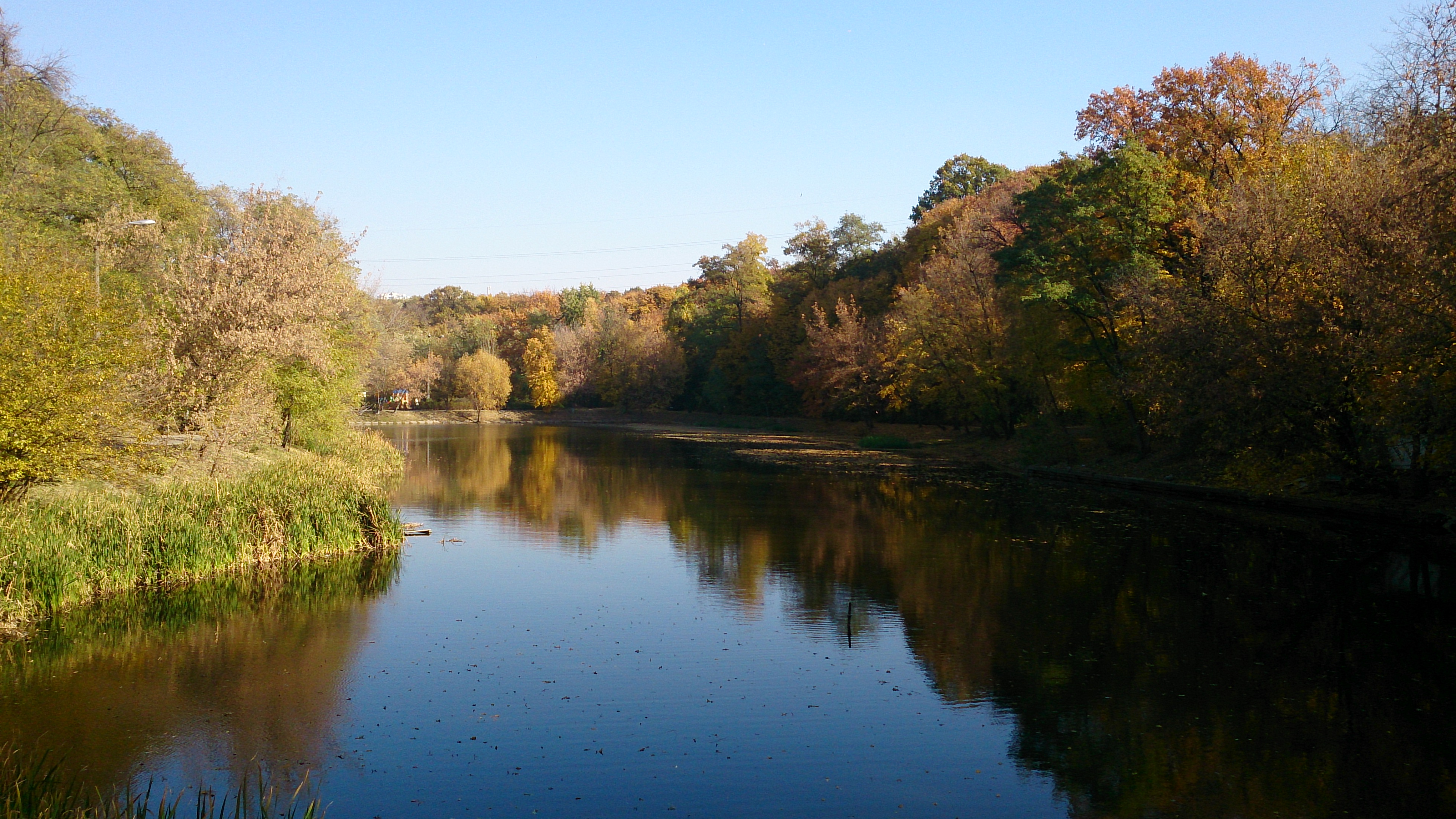
Середнє паркове озеро
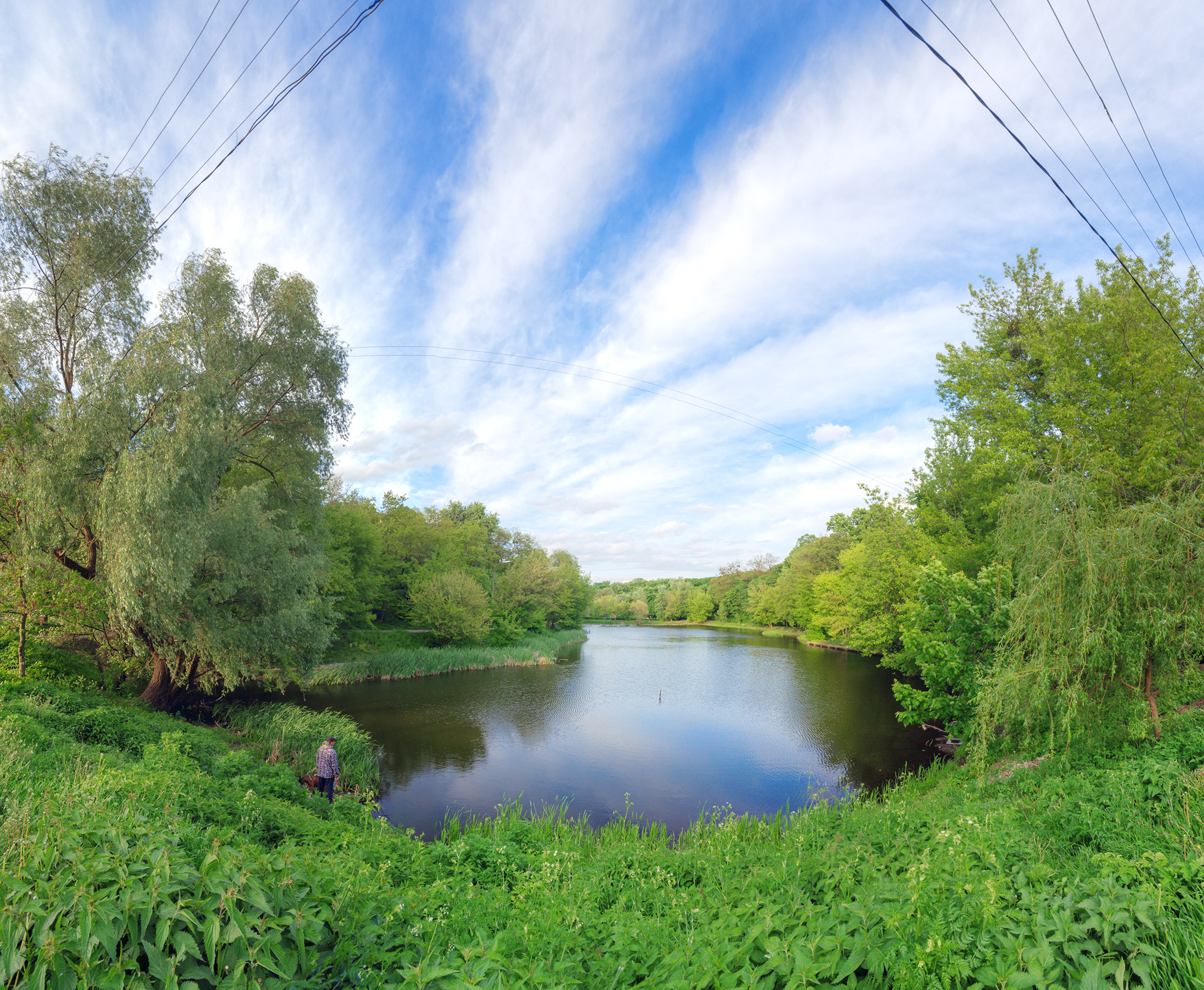
Нижній парковий ставок
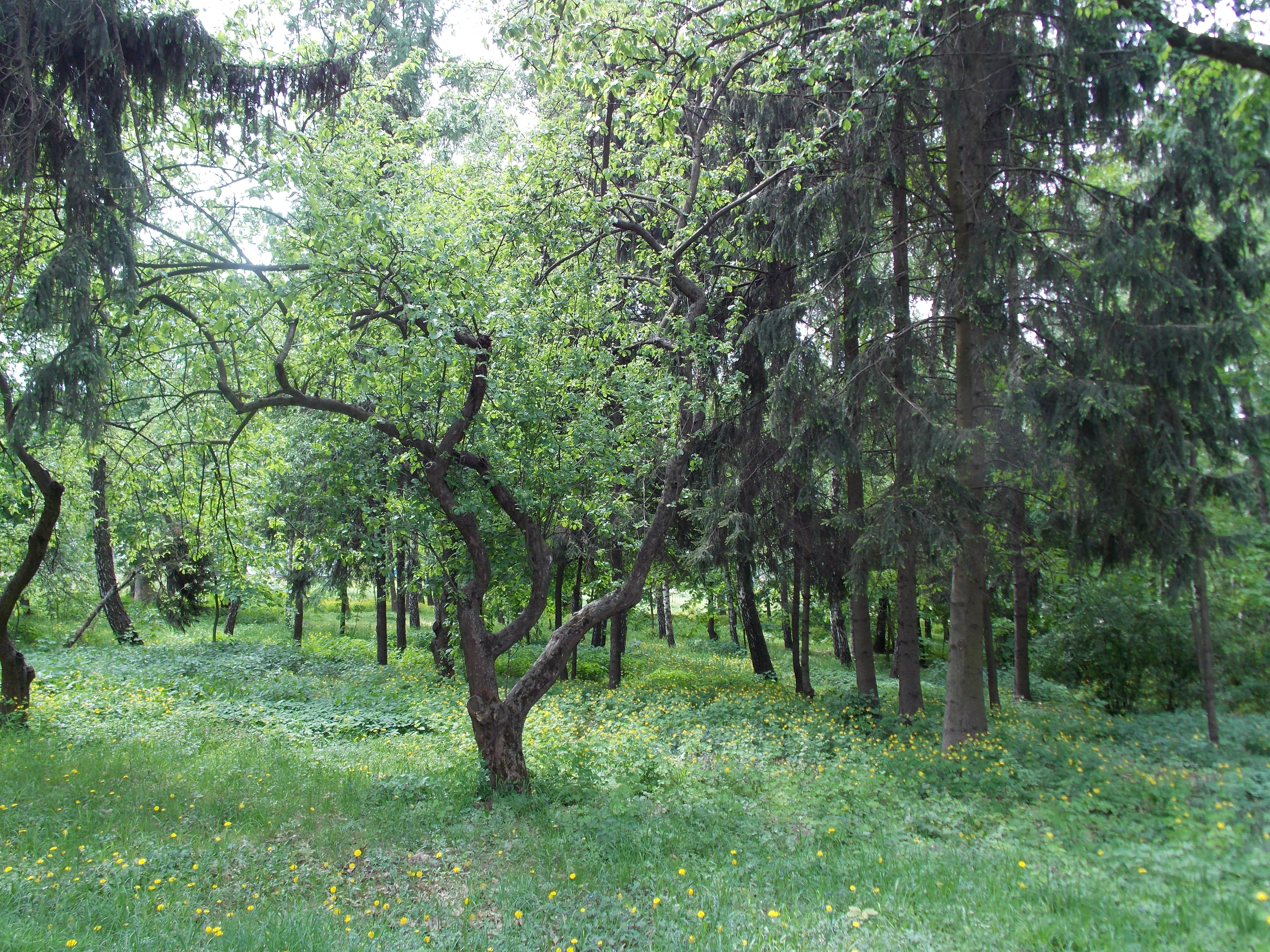
Рослинність
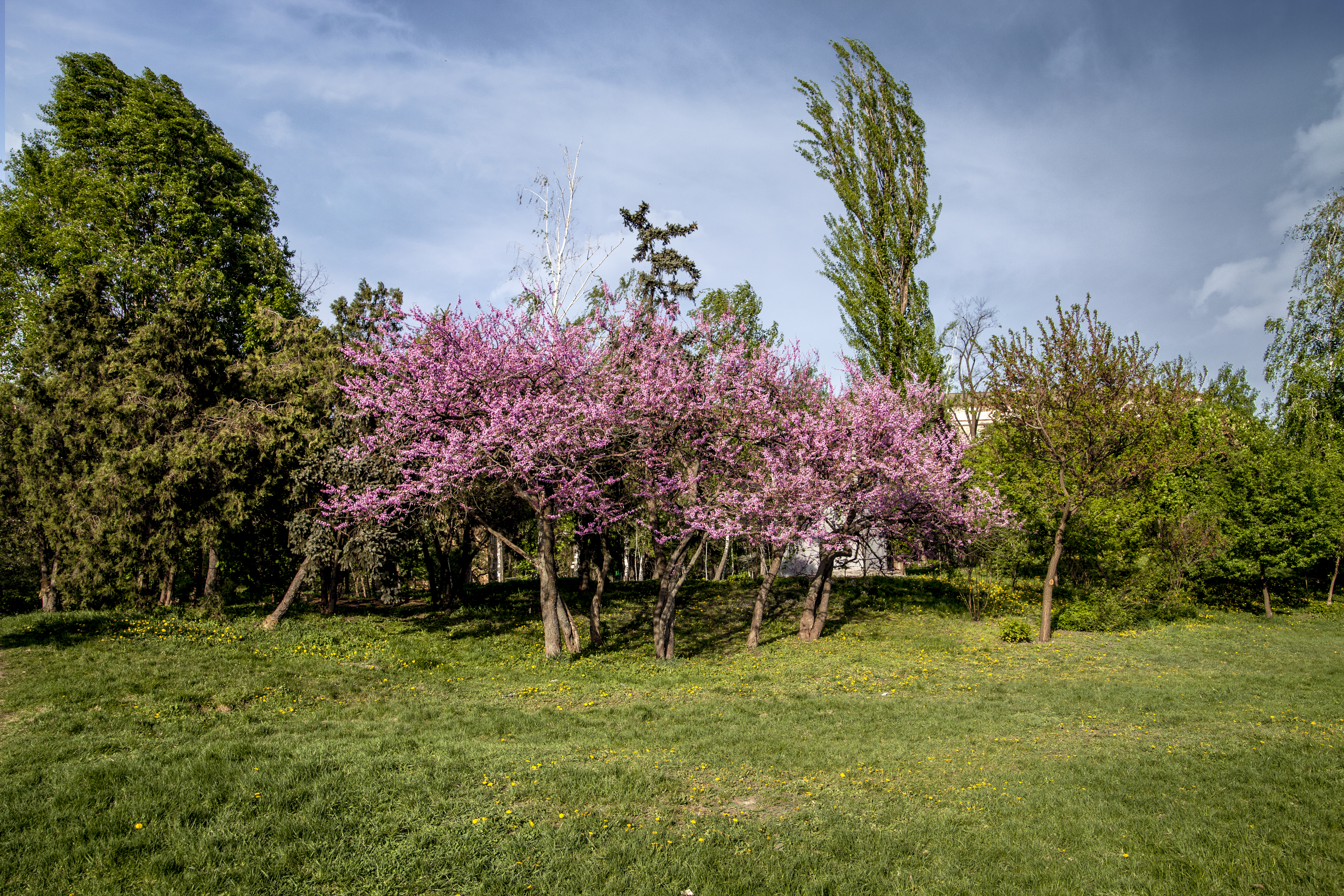
Дерева навесні
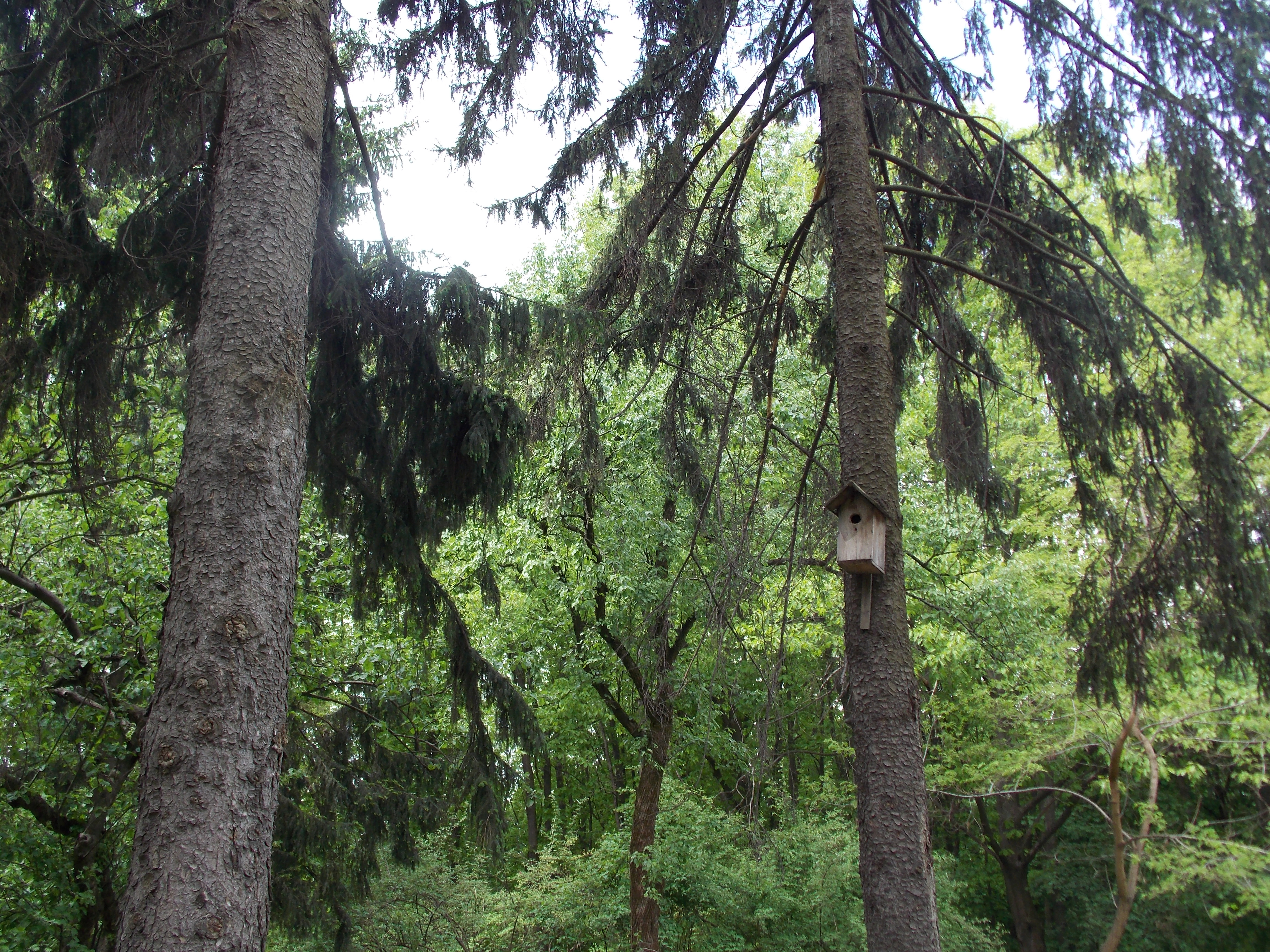
Дерева зі шпаківником
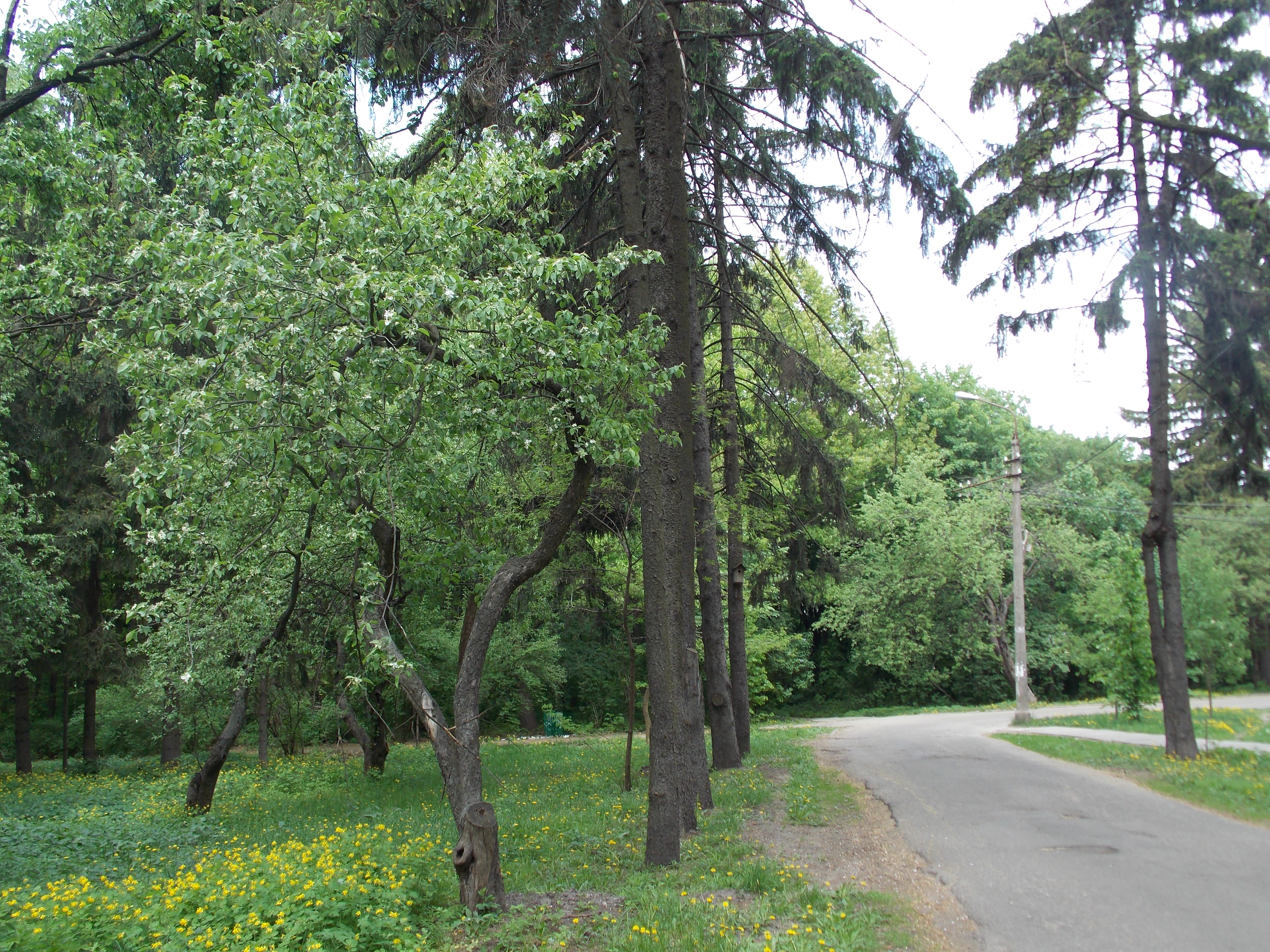
Алея
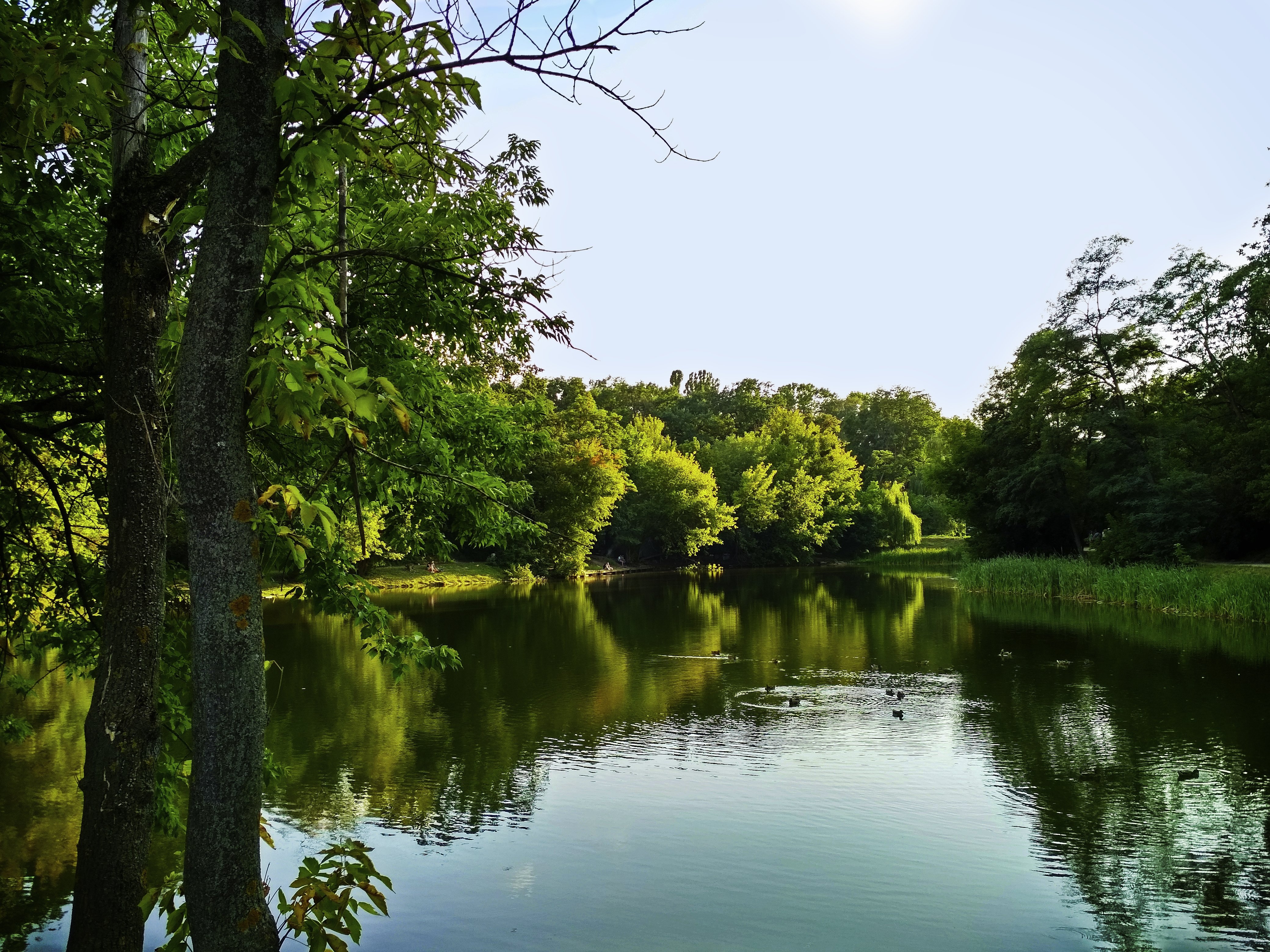
Центральне озеро